# Pachydissus sericus
Pachydissus sericus là một loài bọ cánh cứng trong họ Cerambycidae.